# Elisabetta Di Prisco
Elisabetta Di Prisco (Verona, 26 marzo 1950) è una politica italiana.